# Groupe Les Démocrates
Le groupe Les Démocrates (abrégé en Dem) est un groupe parlementaire centriste à l'Assemblée nationale française, composé essentiellement de députés du Mouvement démocrate (MoDem).
Mis en place à la suite des élections législatives de 2017 sous le nom de groupe du Mouvement démocrate et apparentés, il est officiellement créé le 27 juin 2017 lors de la XVe législature de la Cinquième République. Son premier président est Marc Fesneau. Il est renommé groupe Mouvement démocrate et démocrates apparentés le 22 septembre 2020.
Le groupe est renommé groupe démocrate (MoDem et indépendants) sous la XVIe législature. Sous la XVIIe législature, le groupe acquiert son nom actuel, groupe Les Démocrates, et est présidé par Marc Fesneau et comprend 34 députés.

## Historique
À la suite d’un accord conclu le 11 mai 2017 entre Emmanuel Macron et François Bayrou, plusieurs dizaines de candidats issus du Mouvement démocrate sont présentés aux élections législatives de juin 2017 sous la bannière de La République en marche (LREM), le mouvement présidentiel. Avec 42 députés élus recensés, un groupe parlementaire du mouvement, inclus au sein de la majorité présidentielle, pourrait être créé à l’Assemblée nationale. Depuis la XIIe législature (2002-2007), où des députés de l’Union pour la démocratie française (UDF) siégeaient dans le groupe Union pour la démocratie française et apparentés (UDF), il s’agirait de la première association de parlementaires composée de membres du Mouvement démocrate, formation politique issue de la dissolution de l’UDF.
Marc Fesneau, secrétaire général du Mouvement démocrate, député élu dans la première circonscription du Loir-et-Cher, est élu président du groupe à l'unanimité lors d’un séminaire d’élus organisé le 25 juin 2017,. La déclaration politique du groupe et sa composition sont enregistrés à la présidence de l’Assemblée nationale le 27 juin 2017. Patrick Mignola succède à Marc Fesneau le 18 octobre 2018 à la suite de la nomination de ce dernier dans le gouvernement d’Édouard Philippe comme ministre chargé des Relations avec le Parlement.
Le 22 septembre 2020, le groupe devient le groupe Mouvement démocrate et démocrates apparentés.
Patrick Mignola échoue à être réélu député de la quatrième circonscription de la Savoie lors des élections législatives de juin 2022. Le 22 juin 2022, Jean-Paul Mattei est élu président du groupe dès le premier tour (36 voix) face à Nicolas Turquois (9 voix).

### Effectifs et dénomination
| Législature | Année | Nom                                          | Abréviation | Nombre de membres | Nombre d’apparentés | Nombre de députés | Évolution     | Pourcentage |
| ----------- | ----- | -------------------------------------------- | ----------- | ----------------- | ------------------- | ----------------- | ------------- | ----------- |
| XVe         | 2017  | Mouvement démocrate et apparentés            | MoDem       | 43                | 4                   | 47                | 47            | 8,15 %      |
| XVe         | 2018  | Mouvement démocrate et apparentés            | MoDem       | 42                | 4                   | 46                | 1             | 7,97 %      |
| XVe         | 2019  | Mouvement démocrate et apparentés            | MoDem       | 41                | 5                   | 46                | en stagnation | 7,97 %      |
| XVe         | 2020  | Mouvement démocrate et démocrates apparentés | MDDA        | 49                | 8                   | 57                | 11            | 9,88 %      |
| XVIe        | 2022  | Démocrate, MoDem et indépendants             | DEM         | 48                | 0                   | 48                | 9             | 8,32 %      |
| XVIIe       | 2024  | Les Démocrates                               | Dem         | 35                | 1                   | 36                | 12            | 6,24 %      |

## Organisation

### Présidents
| Portrait | Nom              | Dates du mandat | Dates du mandat | Notes |
| -------- | ---------------- | --------------- | --------------- | --- |
|          | Marc Fesneau     | 25 juin 2017    | 17 octobre 2018 | Député du Loir-et-Cher, il est élu président du groupe en 2017 à l'unanimité. Il quitte cette fonction en 2018 lorsqu'il est nommé ministre délégué chargé des Relations avec le Parlement et de la Participation citoyenne au sein du gouvernement Philippe II. |
|          | Patrick Mignola  | 17 octobre 2018 | 21 juin 2022    | Député de la Savoie, il est élu président en 2018 alors qu'il occupait auparavant le poste de vice-président. Il perd son mandat de député lors de l'élection législative de 2022.                                                                               |
|          | Jean-Paul Matteï | 28 juin 2022    | 9 juin 2024     | Député des Pyrénées-Atlantiques, il est élu président en 2022. |
|          | Marc Fesneau     | 10 juillet 2024 | En cours        | Député du Loir-et-Cher, il retrouve son siège en 2024 après avoir été ministre de l'Agriculture pendant un peu plus de 2 ans. Il retrouve ainsi la fonction qu'il a occupé un an au début de la XVe Législature, prenant la suite de Jean-Paul Mattei.           |

### Secrétaire générale
- 2017-2024 : Séverine de Compreignac

## Composition

### XVIIelégislature

#### Membres
| Parti                    | Parti    | Nom                                                    | Circonscription                                     |
| ------------------------ | -------- | ------------------------------------------------------ | --------------------------------------------------- |
|                          | MoDem    | Erwan Balanant                                         | 8e circonscription du Finistère                     |
| Géraldine Bannier        | MoDem    | 2e circonscription de la Mayenne                       |                                                     |
| Anne Bergantz            | MoDem    | 2e circonscription des Yvelines                        |                                                     |
| Christophe Blanchet      | MoDem    | 4e circonscription du Calvados                         |                                                     |
| Philippe Bolo            | MoDem    | 7e circonscription de Maine-et-Loire                   |                                                     |
| Mickaël Cosson           | MoDem    | 1re circonscription des Côtes-d'Armor                  |                                                     |
| Laurent Croizier         | MoDem    | 1re circonscription du Doubs                           |                                                     |
| Fabien Lainé             | MoDem    | 1re circonscription des Landes                         |                                                     |
| Romain Daubié            | MoDem    | 2e circonscription de l'Ain                            |                                                     |
| Didier Padey             | MoDem    | 1re circonscription de la Savoie                       |                                                     |
| Marc Fesneau (président) | MoDem    | 1re circonscription de Loir-et-Cher                    |                                                     |
| Bruno Fuchs              | MoDem    | 6e circonscription du Haut-Rhin                        |                                                     |
| Perrine Goulet           | MoDem    | 1re circonscription de la Nièvre                       |                                                     |
| Jean-Carles Grelier      | MoDem    | 5e circonscription de la Sarthe                        |                                                     |
| Cyrille Isaac-Sibille    | MoDem    | 12e circonscription du Rhône                           |                                                     |
| Sandrine Josso           | MoDem    | 7e circonscription de la Loire-Atlantique              |                                                     |
| Philippe Latombe         | MoDem    | 1re circonscription de la Vendée                       |                                                     |
| Pascal Lecamp            | MoDem    | 3e circonscription de la Vienne                        |                                                     |
| Delphine Lingemann       | MoDem    | 4e circonscription du Puy-de-Dôme                      |                                                     |
| Emmanuel Mandon          | MoDem    | 3e circonscription de la Loire                         |                                                     |
| Éric Martineau           | MoDem    | 3e circonscription de la Sarthe                        |                                                     |
| Jean-Paul Mattei         | MoDem    | 2e circonscription des Pyrénées-Atlantiques            |                                                     |
| Sophie Mette             | MoDem    | 9e circonscription de la Gironde                       |                                                     |
| Louise Morel             | MoDem    | 6e circonscription du Bas-Rhin                         |                                                     |
| Hubert Ott               | MoDem    | 2e circonscription du Haut-Rhin                        |                                                     |
| Jimmy Pahun              | MoDem    | 2e circonscription du Morbihan                         |                                                     |
| Frédéric Petit           | MoDem    | 7e circonscription des Français établis hors de France |                                                     |
| Maud Petit               | MoDem    | 4e circonscription du Val-de-Marne                     |                                                     |
| Josy Poueyto             | MoDem    | 1re circonscription des Pyrénées-Atlantiques           |                                                     |
| Richard Ramos            | MoDem    | 6e circonscription du Loiret                           |                                                     |
| Sabine Thillaye          | MoDem    | 5e circonscription d'Indre-et-Loire                    |                                                     |
| Nicolas Turquois         | MoDem    | 4e circonscription de la Vienne                        |                                                     |
| Philippe Vigier          | MoDem    | 4e circonscription d'Eure-et-Loir                      |                                                     |
|                          | LREM     | Blandine Brocard                                       | 5e circonscription du Rhône                         |
|                          | RSM-LREM | Frantz Gumbs                                           | Circonscription de Saint-Barthélemy et Saint-Martin |
|                          | DVG      | Olivier Falorni                                        | 1re circonscription de la Charente-Maritime         |

### XVIelégislature

#### Membres
| Parti                        | Parti    | Nom                                                    | Circonscription                                     |
| ---------------------------- | -------- | ------------------------------------------------------ | --------------------------------------------------- |
|                              | MoDem    | Anne-Laure Babault                                     | 2e circonscription de la Charente-Maritime          |
| Erwan Balanant               | MoDem    | 8e circonscription du Finistère                        |                                                     |
| Géraldine Bannier            | MoDem    | 2e circonscription de la Mayenne                       |                                                     |
| Anne Bergantz                | MoDem    | 2e circonscription des Yvelines                        |                                                     |
| Philippe Berta               | MoDem    | 6e circonscription du Gard                             |                                                     |
| Philippe Bolo                | MoDem    | 7e circonscription de Maine-et-Loire                   |                                                     |
| Jean-Louis Bourlanges        | MoDem    | 12e circonscription des Hauts-de-Seine                 |                                                     |
| Vincent Bru                  | MoDem    | 6e circonscription des Pyrénées-Atlantiques            |                                                     |
| Mickaël Cosson               | MoDem    | 1re circonscription des Côtes-d'Armor                  |                                                     |
| Laurent Croizier             | MoDem    | 1re circonscription du Doubs                           |                                                     |
| Jean-Pierre Cubertafon       | MoDem    | 3e circonscription de la Dordogne                      |                                                     |
| Geneviève Darrieussecq       | MoDem    | 1re circonscription des Landes                         |                                                     |
| Romain Daubié                | MoDem    | 2e circonscription de l'Ain                            |                                                     |
| Mathilde Desjonquères        | MoDem    | 2e circonscription de Loir-et-Cher                     |                                                     |
| Laurent Esquenet-Goxes       | MoDem    | 10e circonscription de Haute-Garonne                   |                                                     |
| Marina Ferrari               | MoDem    | 1re circonscription de la Savoie                       |                                                     |
| Bruno Fuchs                  | MoDem    | 6e circonscription du Haut-Rhin                        |                                                     |
| Maud Gatel                   | MoDem    | 11e circonscription de Paris                           |                                                     |
| Luc Geismar                  | MoDem    | 5e circonscription de la Loire-Atlantique              |                                                     |
| Perrine Goulet               | MoDem    | 1re circonscription de la Nièvre                       |                                                     |
| Cyrille Isaac-Sibille        | MoDem    | 12e circonscription du Rhône                           |                                                     |
| Élodie Jacquier-Laforge      | MoDem    | 9e circonscription de l'Isère                          |                                                     |
| Sandrine Josso               | MoDem    | 7e circonscription de la Loire-Atlantique              |                                                     |
| Mohamed Laqhila              | MoDem    | 11e circonscription des Bouches-du-Rhône               |                                                     |
| Florence Lasserre            | MoDem    | 5e circonscription des Pyrénées-Atlantiques            |                                                     |
| Philippe Latombe             | MoDem    | 1re circonscription de la Vendée                       |                                                     |
| Pascal Lecamp                | MoDem    | 3e circonscription de la Vienne                        |                                                     |
| Delphine Lingemann           | MoDem    | 4e circonscription du Puy-de-Dôme                      |                                                     |
| Aude Luquet                  | MoDem    | 1re circonscription de Seine-et-Marne                  |                                                     |
| Emmanuel Mandon              | MoDem    | 3e circonscription de la Loire                         |                                                     |
| Éric Martineau               | MoDem    | 3e circonscription de la Sarthe                        |                                                     |
| Jean-Paul Mattei (président) | MoDem    | 2e circonscription des Pyrénées-Atlantiques            |                                                     |
| Sophie Mette                 | MoDem    | 9e circonscription de la Gironde                       |                                                     |
| Bruno Millienne              | MoDem    | 9e circonscription des Yvelines                        |                                                     |
| Louise Morel                 | MoDem    | 6e circonscription du Bas-Rhin                         |                                                     |
| Hubert Ott                   | MoDem    | 2e circonscription du Haut-Rhin                        |                                                     |
| Jimmy Pahun                  | MoDem    | 2e circonscription du Morbihan                         |                                                     |
| Frédéric Petit               | MoDem    | 7e circonscription des Français établis hors de France |                                                     |
| Maud Petit                   | MoDem    | 4e circonscription du Val-de-Marne                     |                                                     |
| Josy Poueyto                 | MoDem    | 1re circonscription des Pyrénées-Atlantiques           |                                                     |
| Richard Ramos                | MoDem    | 6e circonscription du Loiret                           |                                                     |
| Sabine Thillaye              | MoDem    | 5e circonscription d'Indre-et-Loire                    |                                                     |
| Nicolas Turquois             | MoDem    | 4e circonscription de la Vienne                        |                                                     |
| Laurence Vichnievsky         | MoDem    | 3e circonscription du Puy-de-Dôme                      |                                                     |
| Philippe Vigier              | MoDem    | 4e circonscription d'Eure-et-Loir                      |                                                     |
|                              | LREM     | Christophe Blanchet                                    | 4e circonscription du Calvados                      |
| Blandine Brocard             | LREM     | 5e circonscription du Rhône                            |                                                     |
|                              | RSM-LREM | Frantz Gumbs                                           | Circonscription de Saint-Barthélemy et Saint-Martin |
|                              | RR       | Estelle Folest                                         | 6e circonscription du Val-d'Oise                    |
|                              | DVG      | Olivier Falorni                                        | 1re circonscription de la Charente-Maritime         |

#### Répartition partisane
| Parti | Parti                                                   | Nombre |
| ----- | ------------------------------------------------------- | ------ |
|       | Mouvement démocrate                                     | 43     |
|       | La République en marche                                 | 2      |
|       | Rassemblement saint-martinois - La République en marche | 1      |
|       | Refondation républicaine                                | 1      |
|       | Divers gauche                                           | 1      |
| Total | Total                                                   | 48     |

### XVelégislature
Le groupe Mouvement démocrate et démocrates apparentés est composé en fin de législature de 52 membres et 5 apparentés,.

#### Membres
| Parti | Parti | #                           | Nom                 | Âge                                                    | Circonscription                 |
| ----- | ----- | --------------------------- | ------------------- | ------------------------------------------------------ | ------------------------------- |
|       | MoDem | 1                           | Erwan Balanant      | 54 ans                                                 | 8e circonscription du Finistère |
| 2     | MoDem | Géraldine Bannier           | 45 ans              | 2e circonscription de la Mayenne                       |                                 |
| 3     | MoDem | Jean-Noël Barrot            | 42 ans              | 2e circonscription des Yvelines                        |                                 |
| 4     | MoDem | Philippe Berta              | 65 ans              | 6e circonscription du Gard                             |                                 |
| 5     | MoDem | Philippe Bolo               | 58 ans              | 7e circonscription de Maine-et-Loire                   |                                 |
| 6     | MoDem | Jean-Louis Bourlanges       | 79 ans              | 12e circonscription des Hauts-de-Seine                 |                                 |
| 7     | MoDem | Vincent Bru                 | 70 ans              | 6e circonscription des Pyrénées-Atlantiques            |                                 |
| 8     | MoDem | Michèle Crouzet             | 57 ans              | 3e circonscription de l'Yonne                          |                                 |
| 9     | MoDem | Jean-Pierre Cubertafon      | 77 ans              | 3e circonscription de la Dordogne                      |                                 |
| 10    | MoDem | Marguerite Deprez-Audebert  | 73 ans              | 9e circonscription du Pas-de-Calais                    |                                 |
| 11    | MoDem | Bruno Duvergé               | 54 ans              | 1re circonscription du Pas-de-Calais                   |                                 |
| 12    | MoDem | Nadia Essayan               | 68 ans              | 2e circonscription du Cher                             |                                 |
| 13    | MoDem | Michel Fanget               | 75 ans              | 4e circonscription du Puy-de-Dôme                      |                                 |
| 14    | MoDem | Isabelle Florennes          | 58 ans              | 4e circonscription des Hauts-de-Seine                  |                                 |
| 15    | MoDem | Bruno Fuchs                 | 66 ans              | 6e circonscription du Haut-Rhin                        |                                 |
| 16    | MoDem | Maud Gatel                  | 46 ans              | 11e circonscription de Paris                           |                                 |
| 17    | MoDem | Luc Geismar                 | 58 ans              | 5e circonscription de la Loire-Atlantique              |                                 |
| 18    | MoDem | Brahim Hammouche            | 54 ans              | 8e circonscription de la Moselle                       |                                 |
| 19    | MoDem | Cyrille Isaac-Sibille       | 67 ans              | 12e circonscription du Rhône                           |                                 |
| 20    | MoDem | Élodie Jacquier-Laforge     | 47 ans              | 9e circonscription de l'Isère                          |                                 |
| 21    | MoDem | Christophe Jerretie         | 45 ans              | 1re circonscription de la Corrèze                      |                                 |
| 22    | MoDem | Bruno Joncour               | 71 ans              | 1re circonscription des Côtes-d'Armor                  |                                 |
| 23    | MoDem | Jean-Luc Lagleize           | 66 ans              | 2e circonscription de la Haute-Garonne                 |                                 |
| 24    | MoDem | Fabien Lainé                | 49 ans              | 1re circonscription des Landes                         |                                 |
| 25    | MoDem | Mohamed Laqhila             | 66 ans              | 11e circonscription des Bouches-du-Rhône               |                                 |
| 26    | MoDem | Florence Lasserre           | 51 ans              | 5e circonscription des Pyrénées-Atlantiques            |                                 |
| 27    | MoDem | Philippe Latombe            | 50 ans              | 1re circonscription de la Vendée                       |                                 |
| 28    | MoDem | Aude Luquet                 | 57 ans              | 1re circonscription de Seine-et-Marne                  |                                 |
| 29    | MoDem | Jean-Paul Mattei            | 71 ans              | 2e circonscription des Pyrénées-Atlantiques            |                                 |
| 30    | MoDem | Sophie Mette                | 65 ans              | 9e circonscription de la Gironde                       |                                 |
| 31    | MoDem | Philippe Michel-Kleisbauer  | 56 ans              | 5e circonscription du Var                              |                                 |
| 32    | MoDem | Patrick Mignola (président) | 54 ans              | 4e circonscription de la Savoie                        |                                 |
| 33    | MoDem | Bruno Millienne             | 65 ans              | 9e circonscription des Yvelines                        |                                 |
| 34    | MoDem | Jimmy Pahun                 | 63 ans              | 2e circonscription du Morbihan                         |                                 |
| 35    | MoDem | Frédéric Petit              | 64 ans              | 7e circonscription des Français établis hors de France |                                 |
| 36    | MoDem | Maud Petit                  | 53 ans              | 4e circonscription du Val-de-Marne                     |                                 |
| 37    | MoDem | Josy Poueyto                | 71 ans              | 1re circonscription des Pyrénées-Atlantiques           |                                 |
| 38    | MoDem | Richard Ramos               | 57 ans              | 6e circonscription du Loiret                           |                                 |
| 39    | MoDem | Nicolas Turquois            | 53 ans              | 4e circonscription de la Vienne                        |                                 |
| 40    | MoDem | Michèle de Vaucouleurs      | 61 ans              | 7e circonscription des Yvelines                        |                                 |
| 41    | MoDem | Laurence Vichnievsky        | 70 ans              | 3e circonscription du Puy-de-Dôme                      |                                 |
| 42    | MoDem | Sylvain Waserman            | 57 ans              | 2e circonscription du Bas-Rhin                         |                                 |
| 43    | MoDem | Sandrine Josso              | 49 ans              | 7e circonscription de la Loire-Atlantique              |                                 |
| 44    | MoDem | François Pupponi            | 63 ans              | 8e circonscription du Val-d'Oise                       |                                 |
| 45    | MoDem | Frédérique Tuffnell         | 64 ans              | 2e circonscription de la Charente-Maritime             |                                 |
| 46    | MoDem | Perrine Goulet              | 47 ans              | 1re circonscription de la Nièvre                       |                                 |
| 47    | MoDem | Sabine Thillaye             | 66 ans              | 5e circonscription d'Indre-et-Loire                    |                                 |
| 48    | MoDem | Philippe Vigier             | 57 ans              | 4e circonscription d'Eure-et-Loir                      |                                 |
|       | LREM  | 1                           | Christophe Blanchet | 52 ans                                                 | 4e circonscription du Calvados  |
| 2     | LREM  | Yolaine de Courson          | 71 ans              | 4e circonscription de la Côte-d'Or                     |                                 |
| 3     | LREM  | Patrick Loiseau             | 65 ans              | 2e circonscription de la Vendée                        |                                 |

#### Apparentés
| Parti | Parti | #                         | Nom              | Âge                                 | Circonscription                          |
| ----- | ----- | ------------------------- | ---------------- | ----------------------------------- | ---------------------------------------- |
|       | MoDem | 1                         | Laurent Garcia   | 55 ans                              | 2e circonscription de Meurthe-et-Moselle |
| 2     | MoDem | Pascale Fontenel-Personne | 63 ans           | 3e circonscription de la Sarthe     |                                          |
|       | DVG   | 1                         | Justine Benin    | 50 ans                              | 2e circonscription de la Guadeloupe      |
| 2     | DVG   | Max Mathiasin             | 69 ans           | 3e circonscription de la Guadeloupe |                                          |
|       | LREM  | 1                         | Blandine Brocard | 43 ans                              | 5e circonscription du Rhône              |

#### Répartition partisane
|            | Parti      | Parti                   | Nombre |
| ---------- | ---------- | ----------------------- | ------ |
| Membres    |            | Mouvement démocrate     | 48     |
| Membres    |            | La République en marche | 3      |
| Sous-total | Sous-total | 51                      |        |
| Apparentés |            | Mouvement démocrate     | 2      |
| Apparentés |            | Divers gauche           | 2      |
| Apparentés |            | La République en marche | 1      |
| Sous-total | Sous-total | 5                       |        |
| Total      | Total      | Total                   | 56     |

## Personnalités issues du groupe pendant laXVelégislature

### Anciens députés du groupe

#### Membres du gouvernement
Deux députés du Mouvement démocrate sont nommés membres du second gouvernement d’Édouard Philippe :
- Geneviève Darrieussecq (1956), élue dans les Landes (première circonscription), secrétaire d’État auprès de la ministre des Armées ;
- Marc Fesneau (1971), élu en Loir-et-Cher (première circonscription), ministre auprès du Premier ministre, chargé des Relations avec le Parlement.

Ces derniers sont reconduits au sein du gouvernement Jean Castex, tandis que deux autres députées du groupe sont nommées secrétaires d’État :
- Nathalie Élimas (1973), élue dans le Val-d'Oise (sixième circonscription), secrétaire d’État chargée de l’Éducation prioritaire ;
- Sarah El Haïry (1989), élue dans la Loire-Atlantique (cinquième circonscription), secrétaire d’État chargée de la Jeunesse et de l’Engagement.

#### Élection annulée
- Thierry Robert (1977), élu à La Réunion (septième circonscription), déclaré démissionnaire d’office par le Conseil constitutionnel le 6 juillet 2018[12].

#### Décès
- Patricia Gallerneau (1954-2019), élue dans la Vendée (deuxième circonscription), décédée le 6 juillet 2019[13].
- Marielle de Sarnez (1951-2021), élue à Paris (onzième circonscription), décédée le 13 janvier 2021[14].

#### Démission
- Laurent Garcia (1970), élu en Meurthe-et-Moselle (deuxième circonscription), quitte son poste pour redevenir maire de Laxou en juillet 2020[15].

#### Fin de mandat
- David Corceiro (1977), élu du Val-d'Oise (sixième circonscription), à la suite du départ de Nathalie Élimas du gouvernement en mars 2022[16].

#### Départ
- Yannick Favennec-Becot (1958), élu en Mayenne (deuxième circonscription), rejoint le groupe UDI et indépendants en décembre 2020.

### Membres du bureau de l’Assemblée nationale
Parmi les 20 membres du bureau de l’Assemblée nationale élus le 28 juin 2017, deux sont membres du groupe :
- Sylvain Waserman (1967), élu dans le Bas-Rhin (deuxième circonscription ), cinquième vice-président de l’Assemblée nationale ;
- Sophie Mette (1959), élue en Gironde (neuvième circonscription), secrétaire de l’Assemblée nationale.

### Présidents de commission
Lors de la XVe législature, une des huit commissions de l’Assemblée nationale, la commission des Affaires étrangères, est présidée par un membre du groupe :
- Marielle de Sarnez (1951-2021), élue à Paris (onzième circonscription), préside la commission jusqu'à son décès, le 13 janvier 2021 ;
- Jean-Louis Bourlanges (1946), élu dans les Hauts-de-Seine (douzième circonscription), lui succède le 27 janvier 2021[19].

Avec la décision de Sabine Thillaye de rejoindre le groupe le 8 septembre 2020, la commission des Affaires européennes est présidée par un membre du groupe.

## Identité visuelle

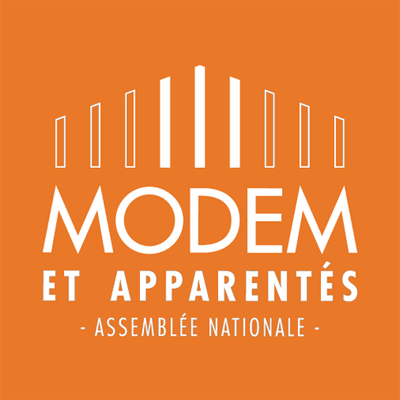
Première version du logotype (2017-2020).
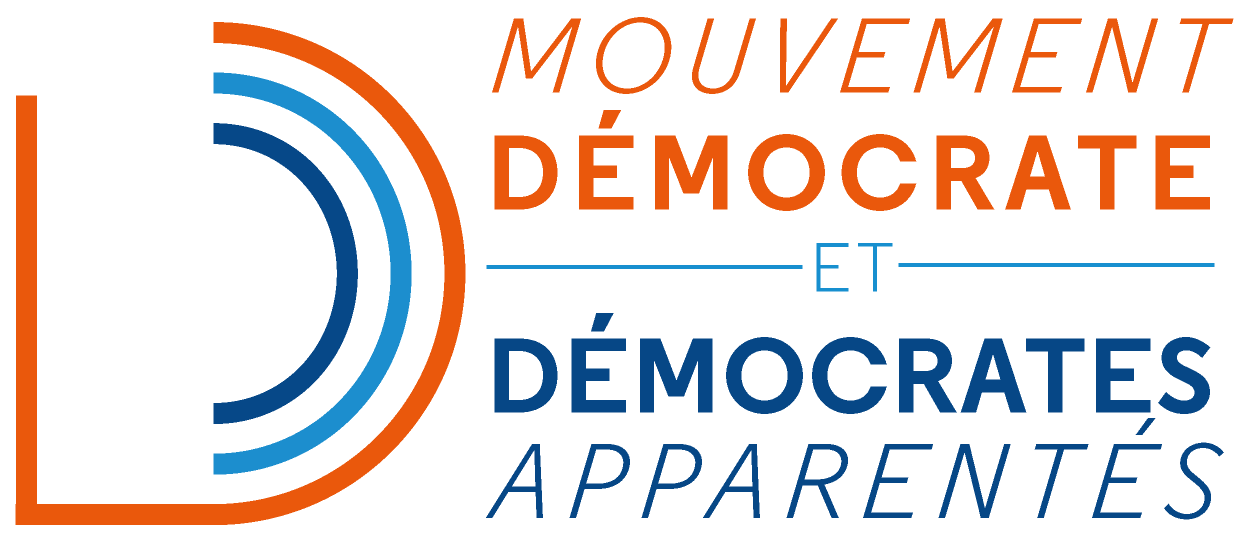
Seconde version du logotype (2020-2022).
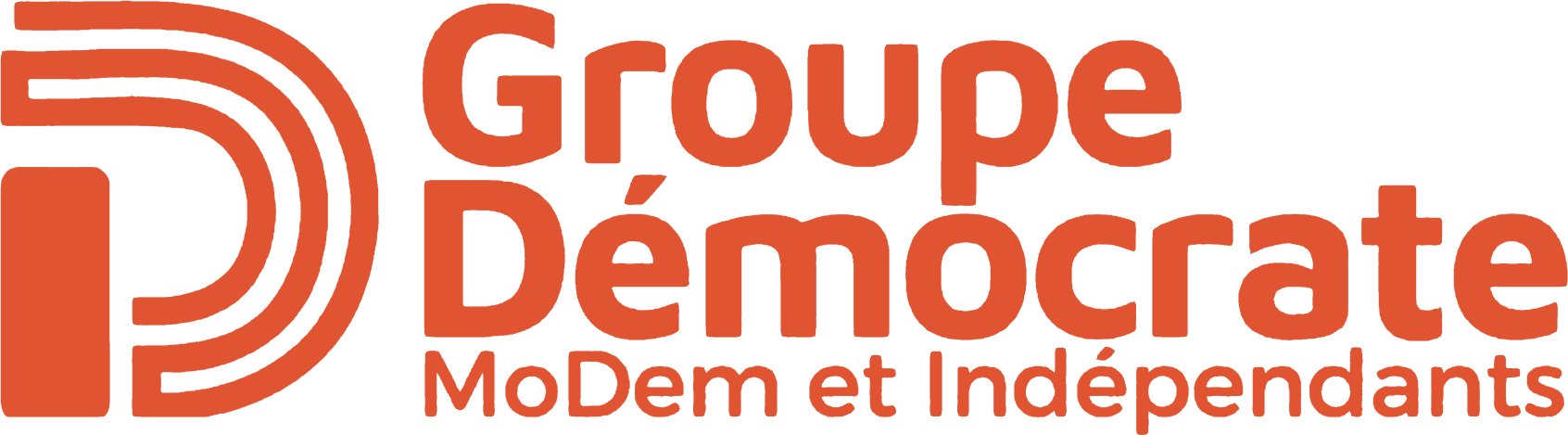
Troisième version du logotype (depuis 2022).